# Уинчестър (пушка)
Пушка Уинчестър (на английски: Winchester rifle) е обобщаващ термин, описващ серия многозарядни неавтоматични пушки на Winchester Repeating Arms Company с характерен механизъм за презареждане с лостова скоба. Базирани на пушката Хенри от 1860 г., пушките Уинчестър са сред най-ранните многозарядни. Модел 1873 е особено успешен, продаван от производителя като „Пушката, която завоюва Запада“.

## Предшественици
През 1848 г. Walter Hunt от Ню Йорк патентова своята „Volition Repeating Rifle“, включваща подцевен тръбен магазин и презареждащ механизъм от лостова скоба и пропадащ блок с колянен механизъм за запиране на блока на затвора. Пушката „Хънт“ стреля с проектил което той кръщава „Rocket Ball“, ранна форма на безгилзов боеприпас при който барутния заряд се съдържа в кухата основа на куршума. Дизайнът на Хънт е крехък и неработоспособен, но през 1849 г. Луис Дженингс (Lewis Jennings) закупува патентите на Хънт и разработва функционираща, макар и все още сложна, версия, която се произвежда в малки количества от Robbins & Lawrence of Windsor Вермонт до 1852 г.
Хорас Смит и Даниел Уесън от Норуич, Кънектикът, придобиват патента на Дженнингс от Robbins & Lawrence, както и от бригадира на магазина Бенджамин Тайлър Хенри (Benjamin Tyler Henry). Смит прави няколко подобрения в дизайна на Дженингс и през 1855 г. Смит и Уесън заедно с няколко инвеститори създават „Volcanic Repeating Arms Company“, за да произвеждат модификацията на Смит на Hunt-Jennings, пистолет и пушка Вулканик. Най-големият акционер е Оливър Уинчестър .
За пушката Вулканик Смит добавя иницииращ заряд за „Rocket Ball“ на Хънт и така създава един от първите цели метални патрони, които включват куршум, капсул и барут в едно устройство. Докато е все още с компанията Смит отива крачка напред и прибавя затворен меден цилиндър с капсулен състав в разширения заден ръб създавайки патрона с периферно възпламеняване. Изобретението на Смит патрон .22 Short, ще бъде представено на пазара през 1857 г. със знаменития револвер Smith & Wesson Model 1 и се произвежда и до днес .
Вулканик има само ограничен успех, което отчасти се дължи на дизайна и лошите характеристики на патрона на Hunt: кух коничен куршум, пълен с черен барут и запечатан с коркова тапа. Въпреки че дизайнът на Volcanic далеч надминава конкурентната технология, незадоволителната мощност и надеждност на rocket balls от калибри .25 и .32 не са много конкурентни на по-големите калибри на конкурентите. Уесън напуска Вулканик скоро след създаването му, а Смит го последва осем месеца по-късно, за да създадат револверната компания Smith & Wesson. Вулканик (компания) се премества в Ню Хейвън през 1856 г., но до края на същата година става неплатежоспособен. Оливър Уинчестър закупува активите на фалиралата фирма от останалите акционери и я реорганизира като New Haven Arms Company през април 1857 г.
Бенджамин Хенри продължава да работи с концепцията на патрона на Смит и го усъвършенства до много по-големия и по-мощен .44 хенри запазвайки само общия вид на затворния механизъм и тръбния магазин. Това епушката „Хенри“ от 1860 г., която е произведена от оръжейната компания „New Haven Arms Company“ и използвана в значителен брой от някои армейски части на Съюза в Американската гражданска война. Конфедератите наричат Хенри „онази проклета пушка на Янките, която зареждат в неделя и стреля през цялата седмица!“

## Развитие
След войната Оливър Уинчестър преименува „New Haven Arms“ на „Winchester Repeating Arms Company“. Компанията модифицира и подобрява основния дизайн на пушката Henry, създавайки първата пушка Winchester – Модел 1866. Тя е под патрон .44 Henry, с цевна кутия от жълта бронзова сплав (наричана заради това Yellow boy) и има подобрен магазин и дървена полуложа. През 1873 г. Уинчестър представя модел 1873 със стоманена цевна кутия с по-мощния .44 – 40 патрон с централно възпламеняване. През 1876 г., в опит да се конкурира с мощните пушки с еднозарядни на времето, Уинчестър вади Модел 1876 (Centennial Model). С цеви нарязани за по-мощни патрони от моделите от 1866 и 1873, действието на механизмите не било достатъчно силно за популярните мощни патрони, използвани в еднозарядните пушки Sharps или Remington.
От 1883 г. Джон Моузес Браунинг работи в партньорство с Уинчестър, проектирайки серия нарезни и гладкоцевни пушки, най-вече лостовите пушки Winchester Model 1886, Модел 1892, Модел 1894 и Модел 1895, заедно с Модел 1887 / пушка от 1901 г., пушка помпа модел 1890 и пушка помпа Модел 1893/1897 .

## Пушки с лостов затвор на Winchester

### Модел 1866 г.
Първата пушка в Уинчестър – моделът Winchester 1866 – първоначално е за .44 Henry. Наричан „Yellow Boy“, изработен от месинг / бронз сплав тя е известна със своята солидна конструкция Подобреният патент на Нелсън Кинг отстранява недостатъците в пушката „Хенри“, като вгражда отвор за зареждане отстрани на рамата и интегриран магазин.
Франция купува 6000 пушки Модел 1866, заедно с 4,5 милиона .44 Henry патрона по време на франко-пруската война. През 1870 и 1871 г. Османската империя закупува 45 000 пушки Модел 1866 и 5000 карабини. Тези пушки са били използвани в Руско-турската война през 1877 г., причинявайки много изненада, когато по-малобройните турци при обсадата на Плевен нанесли много пъти повече жертви, отколкото техните противници, въоръжени с пушки Крнка и Бердан. Моделът 1866 г. принуждава руснаците да разработят нова пушка Мосин-Наган след войната.
Първоначално швейцарската армия избира Модел 1866, за да замени съществуващите си еднозарядни пушки Milbank-Amsler. Въпреки това, последващият политически натиск за приемане на собствен продукт довежда до модела на Vetterli 1867, вместо това е приет модел с болтов затвор, използващ копие на тръбня магазин на Winchester.
Поради публичното търсене, Модел 1866 продължава да се произвежда и продава до 1899 г., главно защото е по-евтин от по-късните модели със стоманена рамка. По-късните модели са нарязвани за патрон .44 – 40 Winchester.

### Модел 1873 г.
Моделът 1873 е една от най-успешните пушки на Уинчестър на своето време, като Уинчестър го пуска на пазара като „Пушката, завоювала Запада“. Все още иконична в съвремието, тя е произвеждана между 1873 и 1923 година. Първоначално е била нарязвана за патрон .44 – 40, който е първият патрон с централно възпламеняване и който става изключително популярен. По-късно М 1873 е произвеждана в.38 – 40 и .32 – 20 всички по-късно стават популярни патрони. Моделът 1873 е произведен в три варианта: пушка с 24-инчова цев, 20-инча цев карабина и „мускет“ – които са били насочени към военни договори и са представлявали само по-малко от 5% от производството. (Мускет е термин, който по онова време обозначава военен стил в пълна дължина, за да не се бърка с истински гладък мускет). Стандартната версия дължина на пушката е най-популярна през 19 век, въпреки че Уинчестър ще прави пушки по поръчка във всяка конфигурация, която клиентът пожелае, включително по-дълги цеви или къси карабини с цеви с дължина до 12 инча, осмоъгълни цеви, оцветени цевни кутии и гравиране.
Оригиналният модел 1873 никога не се предлага под военния револверен .45 Colt патрон, тъй като е патентна собственост на Colt, въпреки че редица съвременни репродукции са нарязвани за него.
Общо над 720 000 броя модел 1873 са произведени до 1923 година. С възвръщаемост към популярността благодарение на играта „Каубойска екшън стрелба“, пушки и карабини „73“ са правени в Италия от Uberti, насърчавайки връщането към производството по лиценз от компанията Olin през 2013 г., присъединявайки се към Модел 1892 и Модел 1894 се произвежда в Япония от Miroku Corporation за FN / Browning. Новият десетзаряден Модел 1873 се предлага само с 20-инчова кръгла цев под патрони .357 Magnum / .38 Special.

### Модел 1892 г.
За да се конкурира с по-новите предложения на Марлин, Уинчестър се върна към корените си с Модел 1892, който е същите патрони с ниско налягане като Модел 1873.

### Модел 1894 г.
Джон Браунинг проектираният Winchester Model 1894 е най-разпространеният от пушките Winchester. Моделът 1894 е нарязан за патрони .32 – 40 и .38 – 55, а по-късно и различни калибри като .25 – 35 WCF, .30 – 30 и .32 Winchester Special. Уинчестър е първата компания, произвеждаща цивилна пушка за новите бездимни барути и въпреки че закъснения пречат на патрона .30 – 30 да се появи на рафтовете до 1895 г., той остава първият търговски наличен патрон с бездимен барут за потребителския пазар в Северна Америка, Макар първоначално да бил твърде скъпа за повечето стрелци, Model 1894 се превръща в една от най-продаваните ловни пушки за всички времена това е първата спортна пушка, продадена в над един милион бройки, в крайна сметка продават над седем милиона преди американското производство да бъде прекратено през 2006 г. Конфигурацията на Winchester .30 – 30 на практика е синоним на „пушка за елени“ в Съединените щати. В началото на 20 век обозначението на пушките е съкратено до „Модел 94“, както е направено с всички по-стари дизайни на Уинчестър, които все още са в производство (например Модел 97, Модел 12 и т.н.).

### Модел 1895 г.
Уинчестър модел 1895 има отличието, че е първата пушка с лостова скоба Winchester, която се зарежда от магазинен пълнител , вместо от тръбен. Това позволява модел 1895 да се ползва за военни патрони със заострени върхове, а пушката се използва от въоръжените сили на редица нации, включително САЩ, Великобритания и Имперска Русия. Моделите производство за Русия също могат да бъдат заредени с помощта на клипсове, функция, която не се намира в нито една друга пушка с лостов затвор. Калибрите включват .30 – 40 Krag (.30 US или .30 army), .303 british, .30 – 03 Springfield, .30 – 06 Springfield, 7.62 × 54mmR и .405 Winchester. Теодор Рузвелт използва Модел 1895 в калибър .405 г. на африканските сафари и го нарича негов „лекарствен пистолет“ за лъвове. През 1908 г. 1895 г. Уинчестър се превръща в първата търговско произведена спортна пушка под патрон .30 – 06 (тогава наричан ".30 Gov't 06").

### Модел 88
Представен през 1955 г., 60 години след последния изцяло нов дизайн на лостов затвор, Модел 88 има разлика от пропадащия блок-затвор. Лостът е с къс ход и задейства болтов затвор с три упора и патроните се подават вертикално от пълнител. Тези подобрения позволяват използването на мощни модерни островърхи патрони : .243 Winchester, .284 Winchester, .308 Winchester и .358 Winchester. Моделът 88 е спрян през 1973 г. и е третата най-продавана пушка в историята на Уинчестър, следвайки само M1894 и M1892. По-късните Sako Finnwolf и Browning BLR имат подобни конструкции.

### Модел 9422
Моделът 9422 на Уинчестър е представен през 1972 г. Той е проектиран с образа на традиционните действия на лостова скоба/ затвор, с открито чукче, права дръжка и тръбен магазин. Произвеждан до 2005 г.